# التسمم الدرقي الناجم عن الأميودارون
التسمم الدرقي الناجم عن الأميودارون (AIT) هو شكل من أشكال فرط نشاط الغدة الدرقية بسبب العلاج بدواء الأميودارون المضاد لاضطراب النظم. للأميودارون بشكل خاص آثار جانبية كبيرة، مما يؤثر على العديد من أعضاء أجهزة الجسم بما في ذلك الجهاز التنفسي والهضمي والعصبي والجلدي والعينان والغدة الدرقية.
الاضطراب الدرقي الأشيع الذي ينتج عن الأميودارون هو قصور الغدة الدرقية، ويحدث تقريبًا عند 6-32% من المرضى، ويحدث فرط نشاط الغدة الدرقية الناتج عن استخدام الأميودارون عند 1-12%. ومع ذلك، فإن انتشار التسمم الدرقي الناجم عن الأميودارون يختلف باختلاف المنطقة الجغرافية، وهو أكثر شيوعًا في المناطق التي يقل فيها تناول اليود الغذائي، ويحدث عند حوالي 10-12% من المرضى في تلك المناطق. في الولايات المتحدة، تحدث الحالة عند 3-5% من المرضى.
قد يظهر التسمم الدرقي الناجم عن الأميودارون سريريًا في وقت مبكر بعد بدء الدواء أو يمكن أن يتأخر لمدة تصل إلى بضع سنوات. الأعراض الشائعة تشبه إلى حد كبير أعراض فرط نشاط الغدة الدرقية، وتشمل ظهور أو تكرار عدم انتظام ضربات القلب، وتفاقم حالات القلب الموجودة مسبقًا مثل مرض القلب الإقفاري أو قصور القلب، وفقدان الوزن، والحمى. يرتبط تطور التسمم الدرقي الناجم عن الأميودارون بزيادة خطر الإصابة بأمراض القلب والأوعية الدموية، وزيادة الوفيات، وبشكل خاص عند المرضى الذين يعانون من التسمم الدرقي الناجم عن الأميودارون وقصور كامن في العضلة القلبية.

## التشخيص
تكون تأثيرات التسمم الدرقي الناجم عن الأميودارون خطيرة بشكل خاص لمرضى قصور العضلة القلبية. يمكن أن تتحسن بعض الحالات بشكل عفوي، ولكن يجب تشخيص التسمم الدرقي الناجم عن الأميودارون وعلاجه بشكل عام حتى الوصول إلى المستويات الطبيعية للهرمون، والمعروفة باسم حالة السواء الدرقي.
قد يكون التفريق بين الأنواع الفرعية للتسمم الدرقي الناجم عن الأميودارون أمرًا صعبًا، وعادة تُجرى العديد من الاختبارات التشخيصية بما في ذلك: مستويات هرمون الغدة الدرقية، واختبارات النوكليوتيد المشع مثل اليود المشع أو السيستاميبي، والتصوير بالموجات فوق الصوتية للغدة الدرقية باستخدام دوبلر تدفق اللون ومستويات الإنترلوكين 6 أو بيتا جلوكورونيداز في الدم، ولا يُعتبر أي من الاختبارات المذكورة أعلاه معيار تشخيصي ذهبي. قد تظهر دراسات التصوير وجود اضطراب غدي سابق ويمكن تأكيد الحالة عبر إجراء اختبارات مستويات نشاط الغدة الدرقية.

## العلاج
نظرًا للاختلافات الأساسية في الفيزيولوجيا المرضية، ستكون هناك خيارات علاج مختلفة وفقًا لنوع التسمم الدرقي الناجم عن الأميودارون الفرعي.
يُعالج النوع الأول من التسمم الدرقي الناجم عن الأميودارون مبدئيًا بالثيوناميدات وفوق بيركلورات الصوديوم لتقليل إنتاج هرمونات الغدة الدرقية. يمكن بدء العلاج النهائي باليود المشع أو استئصال الغدة الدرقية بعد استقرار مستويات هرمونات الغدة الدرقية وإعادتها إلى حالة السواء الدرقي.
يُعالج التسمم الدرقي الناجم عن الأميودارون من النوع الثاني بنظام مختلف بسبب الفيزيولوجيا المرضية المناعية. عادةً ما تكون مرحلة التسمم الدرقي في التسمم الدرقي الناجم عن الأميودارون من النوع الثاني محدودة ذاتيًا ولكن العلاج باستخدام الستيروئيدات القشرية يمكن أن يقلل من طولها من خلال تأثيرها المضاد للالتهابات والمثبط للمناعة.
عادةً ما يجمع علاج التسمم الدرقي الناجم عن الأميودارون من النوع الثالث بين كلا الطريقتين مع إعادة التقييم اللاحقة بناءً على الاستجابة للعلاج.
من المرجح علاج التسمم الدرقي الناجم عن الأميودارون التي لا تستجيب على العلاج بغض النظر عن النوع الفرعي إلى التفكير في بدائل مثل فصادة البلازما أو الجراحة.
يوصى بشدة بالمراقبة للمرضى الذين يتناولون الأميودارون، ويجب تقييم وظيفة الغدة الدرقية بانتظام أثناء العلاج ولمدة عام على الأقل بعد التوقف عن تناول الدواء.